# Leon Duray

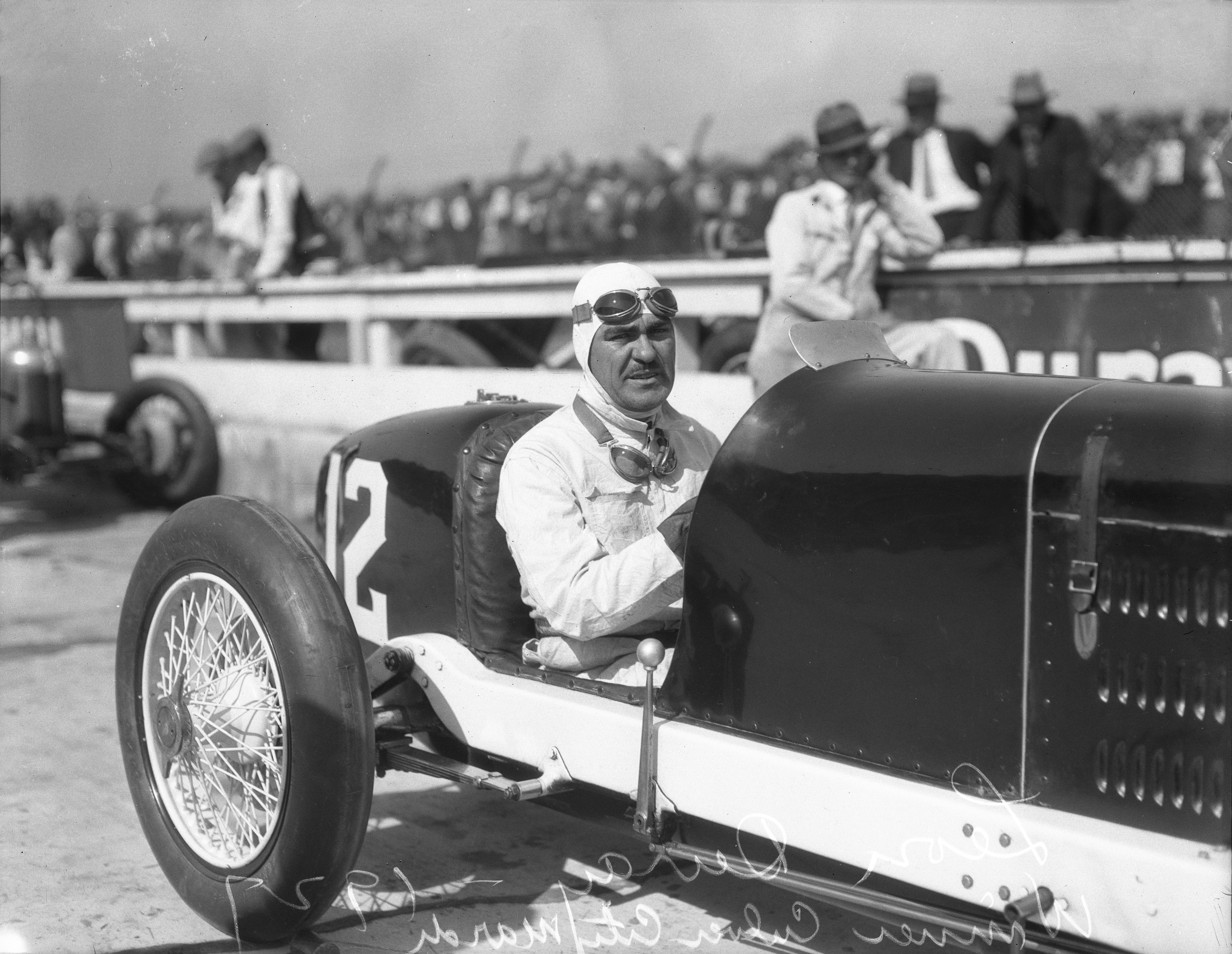
Leon Duray 1927 am Steuer eines Miller, bei einem Rennen am Culver City Speedway

Leon Duray, geboren als George Gardner Stewart (* 30. April 1894 in Cleveland; † 12. Mai 1956 in Twentynine Palms) war ein US-amerikanischer Autorennfahrer.

## Karriere als Rennfahrer
Eine Besonderheit war Leon Durays Name. Er kam in April 1894 als George Stewart zur Welt und erwirkte in den 1920er-Jahren eine offizielle Namensänderung. Hintergrund war die Verbundenheit mit seinem Idol Arthur Duray – einem französischen Rennfahrer-Pionier, der neben seinen Erfolgen in Europa 1914 Zweiter beim 500-Meilen-Rennen von Indianapolis war –, dessen Nachnamen er annahm. Seine Rennfahrerkollegen nannten ihn „The Flying Frenchman“ oder „Big Egg“. Seine Rennfahrer-Philosophie war einfach: Der einzige Weg, ein Autorennen zu fahren, sei in Führung liegend. Es gebe nur Siegen oder Verlieren, was in seinem Fall oft Ausfall durch technische Defekte bedeute. Viele der von ihm gefahrenen Rennwagen hielten der Tortur seiner Fahrweise nicht stand und gingen zu Bruch.
Sein Debüt beim 500-Meilen-Rennen von Indianapolis, das er 1922 gab, begründete seinen Ruf. Im Training hatte er im von Louis Chevrolet gemeldeten Frontenac den vierten Rang erreicht und lag im Rennen immer im Spitzenfeld, ehe die Hinterachse brach. 1925 startete er zum ersten Mal aus der Pole-Position und erreichte im Miller den sechsten Rang, seine einzige Zielankunft in Indianapolis. 1927 erwarb er für den Preis von 15.000 US-Dollar von Harry Miller einen Monoposto-Rennwagen, mit dem er forthin Rennen bestritt und an Rekordfahrten teilnahm. Erneut von der Pole-Position aus ins Rennen gehend, führte er 1928 59 Runden lang. Nach 133 Runden musste er den Miller mit völlig überhitztem Motor abstellen. 1929 war er in Indianapolis neben Ralph Hepburn und Tony Gulotta einer der drei Miller-Werksfahrer. Diesmal vom zweiten Startplatz losfahrend, endete die Teilnahme nach 65 Runden wegen eines defekten Vergasers. Im Herbst 1929 kam er mit der Miller-Rennmannschaft zum ersten Mal nach Europa und stellte auf der Rennbahn von Linas-Montlhéry Geschwindigkeitsrekorde über die Fünf- und Zehn-Meilen-Distanz auf.
1931 fuhr er in Indianapolis einen Eigenbau. Das Chassis kam von Stevens, in das er einen 16-Zylinder-Motor eingebaut hatte, den er in seiner Werkstatt fertigte. Das mächtige, extrem laute Aggregat hielt im Rennen nur sechs Runden durch. Einen seiner letzten Renneinsätze hatte er 1934. Zu Ehrens seines Idols startete er beim 24-Stunden-Rennen von Le Mans (Arthus Duray war dort viermal am Start gewesen). Gemeinsam mit Jean de Gavardie fuhr er einen Amilcar C6 und kam als 14. der Gesamtwertung sogar ins Ziel.

## Statistik

### Indy-500-Ergebnisse
| Jahr | Startnr. | Start | Qual. (km/h) | Ergebnis | Runden | Führung | Ausfall         |
| ---- | -------- | ----- | ------------ | -------- | ------ | ------- | --------------- |
| 1922 | 4        | 4     | 159,720      | 22       | 94     | 2       | Achsschaden     |
| 1923 | 28       | 21    | 144,680      | 13       | 136    | 0       | Lenkung         |
| 1925 | 28       | 1     | 182,171      | 6        | 200    | 0       |                 |
| 1926 | 10       | 3     | 175,717      | 23       | 33     | 0       | Achsschaden     |
| 1927 | 12       | 3     | 191,170      | 27       | 26     | 0       | Leck im Tank    |
| 1928 | 4        | 1     | 196,969      | 19       | 133    | 59      | Motorschaden    |
| 1929 | 21       | 2     | 191,651      | 22       | 65     | 7       | Vergaserschaden |
| 1931 | 54       | 29    | 165,978      | 37       | 6      | 0       | Motorschaden    |

| Legende  | Legende            | Legende                                                          |
| Farbe    | Abkürzung          | Bedeutung                                                        |
| -------- | ------------------ | ---------------------------------------------------------------- |
| Gold     | –                  | Sieg                                                             |
| Silber   | –                  | 2. Platz                                                         |
| Bronze   | –                  | 3. Platz                                                         |
| Grün     | –                  | Platzierung in den Punkten                                       |
| Blau     | –                  | Klassifiziert außerhalb der Punkteränge                          |
| Violett  | DNF                | Rennen nicht beendet (did not finish)                            |
| Violett  | NC                 | nicht klassifiziert (not classified)                             |
| Rot      | DNQ                | nicht qualifiziert (did not qualify)                             |
| Rot      | DNPQ               | in Vorqualifikation gescheitert (did not pre-qualify)            |
| Schwarz  | DSQ                | disqualifiziert (disqualified)                                   |
| Weiß     | DNS                | nicht am Start (did not start)                                   |
| Weiß     | WD                 | zurückgezogen (withdrawn)                                        |
| Hellblau | PO                 | nur am Training teilgenommen (practiced only)                    |
| Hellblau | TD                 | Freitags-Testfahrer (test driver)                                |
| ohne     | DNP                | nicht am Training teilgenommen (did not practice)                |
| ohne     | INJ                | verletzt oder krank (injured)                                    |
| ohne     | EX                 | ausgeschlossen (excluded)                                        |
| ohne     | DNA                | nicht erschienen (did not arrive)                                |
| ohne     | C                  | Rennen abgesagt (cancelled)                                      |
| ohne     | keine WM-Teilnahme |                                                                  |
| sonstige | P/fett             | Pole-Position                                                    |
| sonstige | 1/2/3/4/5/6/7/8    | Punktplatzierung im Sprint-/Qualifikationsrennen                 |
| sonstige | SR/kursiv          | Schnellste Rennrunde                                             |
| sonstige | *                  | nicht im Ziel, aufgrund der zurückgelegten Distanz aber gewertet |
| sonstige | ()                 | Streichresultate                                                 |
| sonstige | unterstrichen      | Führender in der Gesamtwertung                                   |

### Le-Mans-Ergebnisse
| Jahr | Team             | Fahrzeug   | Teamkollege      | Platzierung | Ausfallgrund |
| ---- | ---------------- | ---------- | ---------------- | ----------- | ------------ |
| 1934 | Jean de Gavardie | Amilcar C6 | Jean de Gavardie | Rang 14     |              |